# Camponotus hypoclineoides
Camponotus hypoclineoides är en myrart som beskrevs av Wheeler 1919. Camponotus hypoclineoides ingår i släktet hästmyror, och familjen myror. Inga underarter finns listade.